# (100735) Alpomořanská
(100735) Alpomořanská es un asteroide perteneciente al cinturón de asteroides descubierto el 19 de febrero de 1998 por el equipo del Observatorio Kleť desde el Observatorio Kleť, České Budějovice, República Checa.

## Designación y nombre
Designado provisionalmente como 1998 DE1. Fue nombrado Alpomořanská en homenaje a Alžběta Pomořanská (o Isabel de Pomerania), la cuarta y última esposa de Carlos IV, Sacro Emperador Romano y Rey de Bohemia. Tuvo ocho hijos, incluyendo a su hija Anne (quien se casó con Ricardo II de Inglaterra) y su hijo Zikmund (quien se convirtió en el Sacro Emperador Romano, Rey de Bohemia y Hungría).

## Características orbitales
Alpomořanská está situado a una distancia media del Sol de 2,372 ua, pudiendo alejarse hasta 2,672 ua y acercarse hasta 2,073 ua. Su excentricidad es 0,126 y la inclinación orbital 3,983 grados. Emplea 1335,18 días en completar una órbita alrededor del Sol.

## Características físicas
La magnitud absoluta de Alpomořanská es 16,8. 